# Vjazma (by)
Vjazma (russisk: Вя́зьма, tr. Vjazma) er en by i Smolensk oblast i Rusland, der ligger ved floden Vjazma, omkring 155 km østnordøst for Smolensk. Byen har 49.932(2025) indbyggere.

## Historie
Gennem hele sin turbulente historie har byen fungeret som forsvar for Moskva mod angreb fra vest.

### Middelalder og ældre nytid
Vjazma blev første gang nævnt i en krønike i 1239, men det antages, at bosættelsen er betydelig ældre. I middelalderen tilhørte byen en sidegren af fyrstehuset i Smolensk. I 1403 blev byen erobret af Storfyrstendømmet Litauen. I 1494 blev Vjazma indtaget af Storfyrstedømmet Moskva og omgjort til en fæstning (hvoraf kun et enkelt tårn fortsat findes). To vigtige klostre blev udstyret med stenkirker, herunder en trespiret kirke dedikeret til Vor Frue af Smolensk (Hodegetria) og indviet i 1638. En portkirke i samme kloster er fra 1656, og byens katedral blev fuldført i 1676. Øvrige kirker er stort set bygget i barokstil.

### Slaget ved Vjazma
Under Napoleons felttog i Rusland i 1812, fandt der den 22. oktober 1812 et slag sted nær Vjazma mellem den franske hær (op til 37.000 soldater), som var under retræte, og den russiske hær (omkring 25.000 mand). Fortroppen af den russiske hær under kommando af generalløjtnant Mikhail Miloradovitj og en kosakenhed under general Matvej Platov angreb bagtroppekorpset under marshal Louis Nicolas Davout øst for Vjazma og afskar hans retræterute. Med hjælp fra hære under Eugène de Beauharnais og Józef Antoni Poniatowski kunne Davout bryde rækkerne i den russiske hær. De franske styrkers forsøg på at holde højderne ved Vjazma og byen selv mislykkedes imidlertid. Om aftenen den 22. oktober indtog russerne Vjazma, som var blevet sat i brand af franskmændene. Den franske hær mistede omkring 6.000 mand i slaget, og 2.500 soldater var blevet taget til fange. Russerne mistede omkring 2.000 mand.

### 2. verdenskrig
Under den 2. verdenskrig blev Vjazma igen en slagmark, denne gang mellem Den røde hær og Wehrmacht, under Slaget om Moskva. Vjazma var besat af den tyske hær fra den 7. oktober 1941 til den 12. marts 1943. Størstedelen af byen blev ødelagt og genopbygget efter krigen.

## Økonomi og erhvervsliv
Vjazma er i dag et stort jernbaneknudepunkt på Warszawa-Moskva-banen, med forbindelser til Sankt Petersborg, Kaluga og Brjansk. I byens erhvervsliv dominerer ingeniørvirksomheder, lædervarer, grafit-produkter og forarbejdning af hør til brug for tekstilindustrien.

## Galleri
- Hodegetria-kirken er en af tre store tre-spirede kirker i verden, de to andre er bevaret i Uglitsj og Moskva.
- Spasskajatårnet er det eneste tårn, som er tilbage af byens middelalder-kreml.
- Et monument til minde om den russiske sejr over Napoleon.